# Blauwald
Die Blauwald GmbH & Co. KG mit Sitz in Heidenheim an der Brenz (Baden-Württemberg) ist ein deutsches Forstwirtschaftsunternehmen in Besitz der Familie Merckle. Es zählt heute mit ca. 8.000 Hektar Wald zu den größten privaten Forstbetrieben in Deutschland.

## Geschichte
Gegründet wurde Blauwald von dem Unternehmer Adolf Merckle (ratiopharm, Phoenix Pharmahandel, CT Arzneimittel sowie Beteiligungen an Kässbohrer Geländefahrzeuge, HeidelbergCement, Zollern GmbH und Co. KG u. a.), als er am 15. Januar 2004 mit Rückwirkung zum 1. Januar 2004 den kompletten Forstbetrieb Ebnat des Fürstenhauses Thurn und Taxis mit mehr als 5000 Hektar Waldfläche übernahm. Zu diesen im Schwäbischen Jura, den Randgebieten des Nördlinger Rieses und in Mainfranken bei Grettstadt gelegenen Flächen zählen einige der forstwirtschaftlich leistungsfähigsten Waldstandorte in Süddeutschland.
Weitere Zukäufe waren die mehr als 800 Hektar (etwa die Hälfte) des Stadtwaldes von Blaubeuren (der Ort ist Sitz des Merckle-Konzerns) für insgesamt 6,4 Millionen Euro (80 Cent/m²), große Teile des Stadtwaldes von Ulm, Waldgebiete im Vogtland von der BVVG und rekultivierte Abraumhalden von der LMBV und der BVVG, Wälder von der württembergischen Baronin Speth-Schülzburg sowie kleinere Waldflächen in Mecklenburg-Vorpommern (ebenfalls von der BVVG). Hochgebirgswald und Almflächen des Fürstenhauses Wolfegg (900 ha Forst, rund 700 ha Alm) zählten ebenfalls zum Forstbetrieb, wurden jedoch im Jahr 2012 verkauft.
Im Mai 2009 hatte Ludwig Merckle das Alleinerbe seines verstorbenen Vaters nach dessen Suizid angenommen, um die Restrukturierung und Entschuldung der Merckle Unternehmensgruppe zu ermöglichen. 2017 kaufte Blauwald das Waldgebiet Jännersdorfer Heide. Die Firma Blauwald verwaltet und bewirtschaftet im Jahr 2021 über 8.000 Hektar Waldfläche. Damit gehört Merckle weiterhin zu einem der größten privaten Waldbesitzer Deutschlands.

## Produkte
Neben Holz in diversen Formen (Schnittholz, Faserholz, Brennholz, Rundhölzer) bietet Blauwald auch betriebswirtschaftliche Dienstleistungen im Forstbereich an (z. B. Gutachten, Beratungen).

## Auszeichnungen
2020 gewann Blauwald den Wald-vor-Wild-Preis des Ökologischen Jagdvereins Bayern e.V.